# Maurice Fontaine (Politiker)
Maurice Fontaine (* 20. September 1919; † 2. Januar 2015) war ein französischer Politiker. Er war von 1976 bis 1980 Mitglied des Senats.
Fontaine ersetzte 1976 die verstorbene Suzanne Schreiber als Senator für das Département Gard. Im Senat gehörte er den gemäßigten Linken an und saß in der Kommission für kulturelle Angelegenheiten. Bei den folgenden Wahlen im Jahr 1980 trat er nicht erneut an.